# Ilhas Virgens Americanas
As Ilhas Virgens Americanas oficialmente Ilhas Virgens dos Estados Unidos (em inglês:  United States Virgin Islands) são colônias norte-americanas no Caribe que compreendem a metade ocidental das ilhas Virgens e a ilha de Santa Cruz, a sul.

## História
As Ilhas Virgens dos EUA foram originalmente habitadas pelas tribos ciboneis, caraíbas e aruaques. As ilhas foram nomeadas por Cristóvão Colombo em sua segunda viagem em 1493 em homenagem à Santa Úrsula e seus seguidores virgens. Durante os próximos duzentos anos, as ilhas foram ocupadas por muitas potências europeias, incluindo Espanha, Grã-Bretanha, Países Baixos, França e o Reino da Dinamarca e Noruega.
A empresa dinamarquesa das Índias Ocidentais estabeleceu-se em São Tomás (Saint Thomas) em 1672, instalou-se em São João (Saint John) em 1694 e comprou a Santa Cruz (Saint Croix) da França em 1733. As ilhas tornaram-se colônias reais da Dinamarca em 1754, chamadas Ilhas do Índico das Ilhas Ocidentais (em dinamarquês: De dansk-vestindiske øer). A cana-de-açúcar, produzida pelo trabalho escravo, conduziu a economia das ilhas nos séculos XVIII e início do século XIX até a abolição da escravidão pelo governador Peter von Scholten em 3 de julho de 1848.
À Companhia Dinamarquesa das Índias Ocidentais e Guiné também são creditadas com a nomeação da ilha de São João. A coroa dinamarquesa assumiu o controle total de São João em 1754, juntamente com São Tomás e Santa Cruz. As plantações de cana-de-açúcar, como a famosa Plantação de Açúcar Annaberg, foram estabelecidas em grande número em São João devido ao calor intenso e ao terreno fértil que proporcionou condições de crescimento ideais. O estabelecimento de plantações de cana-de-açúcar também levou à compra de mais escravos da África. Em 1733, São João foi o local de uma das primeiras rebeliões de escravos no Novo Mundo, quando os escravos de Akwamu da Coata do Ouro assumiram a ilha por seis meses.
Os dinamarqueses conseguiram derrotar os africanos escravizados com a ajuda dos franceses da Martinica. Ao invés de se permitirem serem recapturados mais de uma dúzia de líderes atiraram em sui mesmos antes que as forças francesas pudessem capturá-los e chamá-los a explicar suas atividades durante o período de controle dos rebeldes. Estima-se que, em 1775, os escravos superassem em número os colonos dinamarqueses numa proporção de 5 para 1. Os caraíbas e arauaques indígenas também foram usados como trabalho escravo até o ponto em que toda a população nativa era absorvida nos grupos maiores. A escravidão foi abolida nas Ilhas Virgens em 3 de julho de 1848.
Embora alguns proprietários de plantações se recusassem a aceitar a abolição, cerca de 5.000 negros foram libertados enquanto outros 17.000 permaneceram escravizados. Naquela época, os escravos trabalhavam principalmente nas plantações de açúcar. Outras culturas incluíam algodão e índigo. Ao longo dos anos seguintes, leis trabalhistas rigorosas foram implementadas várias vezes, levando os plantadores a abandonar suas propriedades, causando uma queda significativa na população e na economia das ilhas. No final dos anos 1800, inúmeros desastres naturais foram adicionados para piorar a situação. Durante o período remanescente do domínio dinamarquês, as ilhas não eram economicamente viáveis e transferências significativas eram efetuadas a partir dos orçamentos do Estado dinamarquês para as autoridades nas ilhas. Em 1867, um tratado para vender São Tomás e São João aos Estados Unidos foi acordado, mas a venda nunca era efetuada. Uma série de reformas destinadas a revitalizar a economia das ilhas foram tentadas, mas nenhuma teve grande sucesso. Um segundo tratado preliminar para vender as ilhas para os Estados Unidos foi negociado em 1902, mas foi derrotado na câmara alta do parlamento dinamarquês em uma votação equilibrada (porque a oposição levou um membro de 97 anos de idade para a câmara).

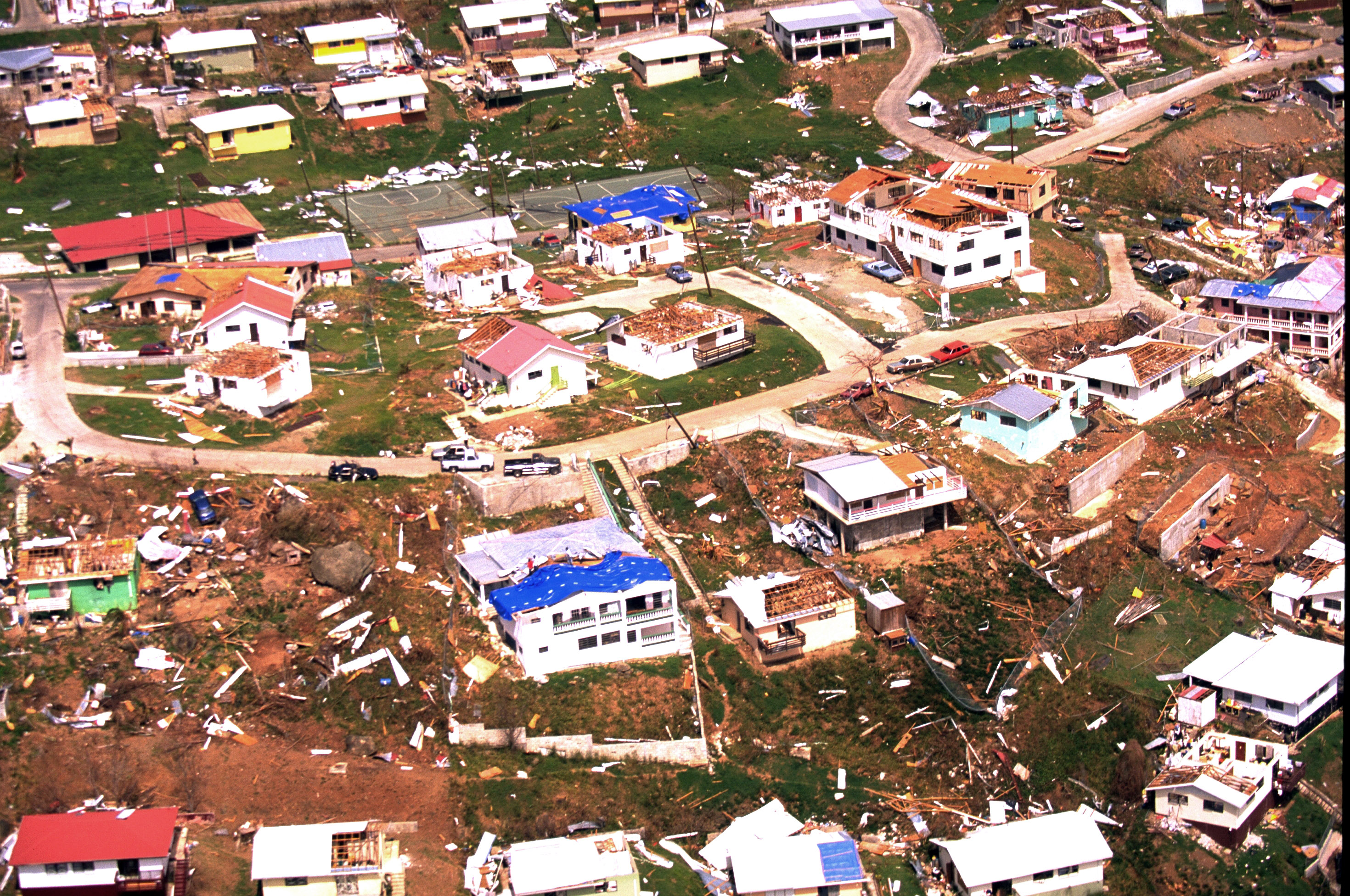
As conseqüências do furacão Marilyn na ilha de São Tomás, 1995

O início da Primeira Guerra Mundial aproximou as reformas e deixou as ilhas isoladas e expostas. Durante as fases de guerra submarina, os Estados Unidos, temendo que as ilhas pudessem ser apreendidas pela Alemanha como base submarina, voltou a se aproximar da Dinamarca para comprá-las. Depois de alguns meses de negociações, um preço de venda de US$ 25 milhões em moeda de ouro dos Estados Unidos foi acordado (isso equivale a pouco mais de US$ 550 milhões em dólares de 2016). Ao mesmo tempo, as economias da posse continuada pesava fortemente sobre as mentes dos tomadores de decisão dinamarquesas, e um consenso a favor da venda surgiu no parlamento.
O Tratado das Índias Ocidentais dinamarquesas foi assinado em agosto de 1916, com um referendo dinamarquês realizado em dezembro de 1916 para confirmar a decisão. O acordo foi finalizado em 17 de janeiro de 1917, quando os Estados Unidos e a Dinamarca trocaram suas respectivas ratificações de tratados. Os EUA tomaram posse das ilhas em 31 de março de 1917 e o território foi renomeado pelas Ilhas Virgens dos Estados Unidos. Todos os anos, o Transfer Day é reconhecido como um feriado, para comemorar a aquisição das ilhas pelos Estados Unidos. A cidadania dos EUA foi concedida aos habitantes das ilhas em 1927. O dólar americano foi adotado no território em 1934 e de 1935 a 1939 as ilhas eram uma parte da área aduaneira dos Estados Unidos.
Water Island, uma pequena ilha ao sul de São Tomás, foi inicialmente administrada pelo governo federal dos EUA e não se tornou parte do território das Ilhas Virgens dos EUA até 1996, quando 50 acres (200,000 m²) de terra foram transferidos para o governo territorial. Os restantes 200 acres (81 ha) da ilha foram comprados no Departamento do Interior dos EUA em maio de 2005 por US$ 10, uma transação que marcou a mudança oficial na jurisdição.
O furacão Hugo atingiu as Ilhas Virgens dos EUA em 1989, causando danos físicos e econômicos catastróficos, particularmente na ilha de Santa Cruz. O território foi novamente atingido pelo furacão Marilyn em 1995, matando oito pessoas e causando mais de US$ 2 bilhões em danos. As ilhas foram novamente atingidas pelos furacões Bertha, Georges, Lenny e Omar em 1996, 1998, 1999 e 2008, respectivamente, mas os danos não foram tão graves nessas tempestades. Em 2017, o furacão Irma causou danos catastróficos a São João e São Tomás.

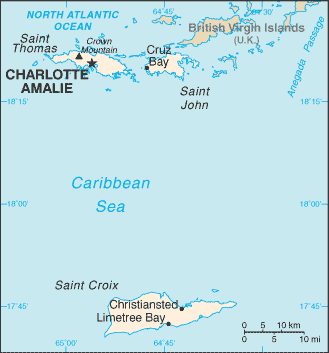
Mapa das ilhas

## Geografia
As ilhas Virgens Americanas ocupam a parte ocidental das Ilhas Virgens, a leste de Porto Rico. O território inclui três ilhas principais — São Tomás, São João e Santa Cruz — e cerca de cinquenta ilhotas desabitadas. O relevo de origem vulcânica é abrupto. O clima é tropical, mas chuvas irregulares tornam a agricultura difícil. Cultivam-se frutas e legumes em pequenas quantidades em Santa Cruz e em São Tomás.

## Economia
O turismo é a principal atividade econômica. As ilhas normalmente hospedam 2 milhões de visitantes por ano, muitos dos quais visitam em navios de cruzeiro.
O setor industrial é composto por destilação,principalmente rum. O setor agrícola é pequeno, com a maioria dos alimentos sendo importado. Negócios internacionais e serviços financeiros são um componente pequeno, mas crescente da economia. A maior parte da energia também é gerada a partir do petróleo importado, levando a custos de eletricidade quatro a cinco vezes mais elevados do que o continente norte-americano. Água e Serviços de Energia também usam energia importada para operar suas instalações de dessalinização para fornecer água fresca.
Até fevereiro de 2012, a planta Hovensa localizado em Santa Cruz era uma das maiores refinarias de petróleo do mundo e contribuiu com cerca de 20% do PIB do território. Desde então, foi em grande parte desligado e agora está operando como não mais do que uma instalação de armazenamento de petróleo, provocando uma crise econômica local.
As Ilhas Virgens Americanas estão localizados na zona Hora Padrão do Atlântico e não participam do horário de verão. Quando o território dos Estados Unidos está na Hora Padrão, Ilhas Virgens dos EUA estão uma hora antes do horário da costa leste. Quando o território dos Estados Unidos está em horário de verão, Eastern Daylight Time é o mesmo que Atlantic Standard Time.
Para atrair mais empresas com foco em tecnologia e expandir esse segmento da economia, o governo fundou e lançou Universidade das Ilhas Virgens Research and Technology Park, em conjunto com empresas privadas e da Universidade das Ilhas Virgens.
As Ilhas Virgens são um território aduaneiro independente do território dos Estados Unidos e opera em grande parte como um porto livre. Cidadãos norte-americanos, portanto, não tem que passar pela alfândega ao chegar nas Ilhas Virgens dos EUA, mas fazer quando viajar para o continente. Os moradores locais não estão sujeitos a US impostos federais sobre Ilhas Virgens dos EUA rendimentos de origem; pagam impostos para o território igual ao que os seus impostos federais seria se eles viviam em um estado.

## Demografia
A maioria da população anglófona é de origem africana, mas há uma importante minoria de porto-riquenhos hispanófonos. De 35 a 40 por cento dos habitantes são originários de outras ilhas do Caribe e cerca de dez por cento são norte-americanos.
Religião: protestante e católica
Idiomas: inglês (oficial), castelhano e crioulo

## Cultura

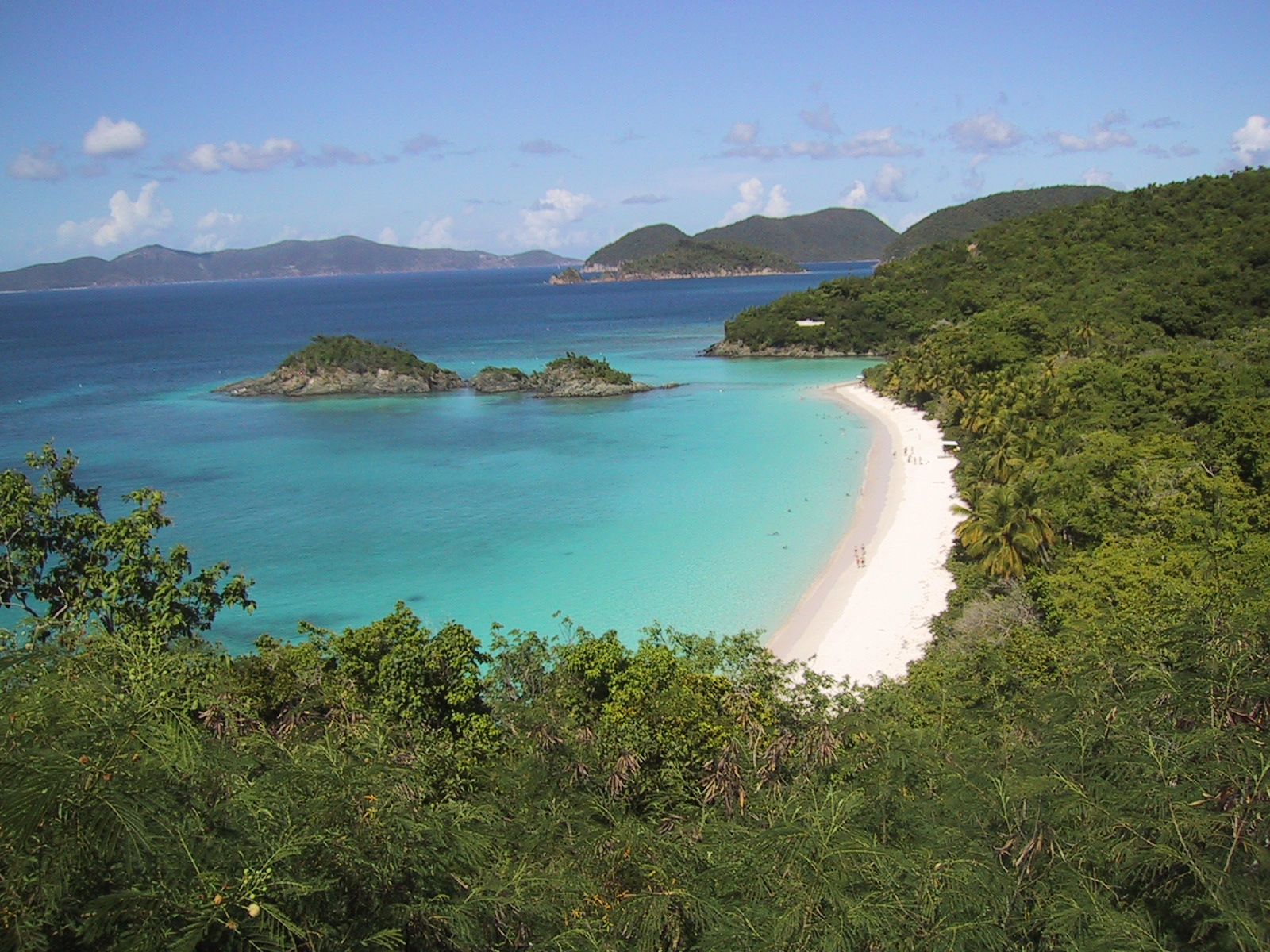
Baía Tronco, na ilha de São João

- Coral Bay
- Cruz Bay
- Frederiksted
- La Vallee

## Desportos
As Ilhas Virgens Americanas sempre demostraram fragilidade nas competições desportivas, porém em Jogos Olímpicos detêm uma medalha de prata conquistada na edição de Seul 1988, com Peter Holmberg, no iatismo.